# Jean-François Bresset
Pour les articles homonymes, voir Bresset.
Jean-François Bresset (né le 6 mai 1966 à Saint-Brieuc,) est un coureur cycliste français, actif dans les années 1980 et 1990.

## Biographie
En 1987 et 1988, Jean-François Bresset évolue à l'ASC Air, Il intègre ensuite l'US Créteil en 1989. L'année suivante, il s'impose sur Manche-Océan
En 1991, il est sélectionné en équipe de France pour les Jeux méditerranéens d'Athènes. Avec ses coéquipiers tricolores, il décroche la médaille d'argent dans le contre-la-montre par équipes. Lors du Tour du Loir-et-Cher 1992, il gagne une étape mais se blesse grièvement le lendemain. Il doit alors déclarer forfait pour les Jeux olympiques de Barcelone dans l'épreuve du 100 kilomètres contre-la-montre.
En 1993, il réalise sa meilleure année en remportant le Tour du Loiret, le Grand Prix de France et diverses classiques parisiennes comme Paris-Vailly, Paris-Vierzon et Paris-Connerré. Avec l'équipe de France, il participe aux Jeux méditerranéens dans le Languedoc-Roussillon, où il décroche une nouvelle médaille (en bronze) dans le contre-la-montre par équipes. Il termine par ailleurs quatrième du championnat du monde du contre-la-montre par équipes à Oslo. 
Après sa brillante carrière amateur, il passe professionnel en 1994 dans l'équipe Aubervilliers 93-Peugeot. Il court dans cette formation durant trois saisons, sans toutefois obtenir de résultats notables. Redescendu chez les amateurs, il parvient encore à triompher sur une étape du Ruban granitier breton en 1998, au Pouliguen. Il se classe par ailleurs deuxième du Grand Prix Gilbert-Bousquet.
Jean-François Bresset est devenu comptable au cabinet Conin de Trégueux en 1998. Père de deux enfants, il vit à Yffiniac. Son cousin Philippe a également été coureur cycliste chez les amateurs.

## Palmarès
- 1986
  - Champion de France poursuite olympique senior à Carcassonne avec la Bretagne
- 1988
  - 2e du championnat de France militaires sur route
- 1990
  - Manche-Océan
- 1991
  -  Médaillé d'argent du contre-la-montre par équipes aux Jeux méditerranéens
- 1992
  - Une étape du Tour du Loir-et-Cher
- 1993
  -  Champion de France du contre-la-montre par équipes
  - Tour du Loiret
  - Paris-Vailly
  - Paris-Vierzon
  - Créteil-Reims
  - Chrono de Rochecorbon
  - Paris-Connerré
  - Grand Prix de France
  - 2e du Circuit de l'Aisne
  -  Médaillé de bronze du contre-la-montre par équipes aux Jeux méditerranéens
- 1998
  - Orvault-Saint-Nazaire-Orvault
  - 4e étape du Ruban granitier breton
  - 2e du Grand Prix Gilbert-Bousquet
- 2023
  -  Champion de France du contre-la-montre masters 6 (55-59 ans)[6]
  - Champion de Bretagne sur route masters 6[7]
- 2024
  - 2e du championnat de France sur route masters 6 (55-59 ans)
  - 3e du championnat de France du contre-la-montre masters 6 (55-59 ans)
- 2025
  -  Champion de France sur route masters 6 (55-59 ans)[8]